# Ernest Bergmann
Ernest Hendrik Emiel August Bergmann est un homme politique belge flamand libéral. Il nait à Lierre le 5 avril 1841 et y meurt le 13 mai 1925.
Il fut licencié en sciences commerciales et un temps consul-général de Belgique à  Buenos Aires.
Il fut élu sénateur de l'arrondissement de Malines-Turnhout,,.